# Philippe Reul
Vous pouvez aider à l'améliorer ou bien discuter des problèmes sur sa page de discussion.
- Il ne cite pas suffisamment ses sources. Vous pouvez indiquer les passages à sourcer avec {{référence nécessaire}} ou {{Référence souhaitée}}, et inclure les références utiles en les liant aux notes de bas de page. (Marqué depuis mars 2016)
- Sa forme n’est pas encyclopédique et ressemble trop à un curriculum vitæ. Modifiez le texte pour aider à le transformer en article neutre. (Marqué depuis janvier 2017)

- Archive Wikiwix
- Bing
- Cairn
- DuckDuckGo
- E. Universalis
- Gallica
- Google
- G. Books
- G. News
- G. Scholar
- Persée
- Qwant
- (zh) Baidu
- (ru) Yandex
- (wd) trouver des œuvres sur Wikidata

Philippe Reul est un militant wallon et libéral né à Charleroi le 4 mai 1947.
Après des études à l'institut Saint-Ferdinand de Jemappes, il devint licencié en sciences politiques et sociales de l'Université de Liège en 1970. Il part ensuite comme coopérant en Afrique centrale où il est enseignant à l'école normale de JOMBA (RDC). Entré au Rassemblement wallon avec André Lagneau dès sa fondation en 1968, il devint secrétaire du groupe parlementaire FDF-RW de la Chambre des représentants en 1972. En 1974, il est conseiller-secrétaire de cabinet auprès du secrétaire d'État aux Affaires économiques Étienne Knoops. Outre le secrétariat de cabinet, il est chargé du contrôle des entreprises d'assurances. Il est commissaire du Gouvernement auprès de l'Office de contrôle des assurances de 1975 à 1976. À l'automne 1976, membre fondateur du PRLW puis du PRL. En décembre 1976, il reste auprès d'Étienne Knoops comme conseiller-secrétaire de cabinet du Commerce extérieur. En juin 1977, il entre en qualité de conseiller-adjoint à l'Office de contrôle des assurances où il est notamment secrétaire de la Commission des assurances de 1978 à 1981 et secrétaire de la Conférence européenne des services de contrôles des assurances. Durant l'été 1980, il est au cabinet du ministre des Finances Paul Hatry. Fin décembre 1981, il redevient conseiller-secrétaire de cabinet du secrétaire d'État Étienne Knoops, cette fois à l'Énergie. En septembre 1983, il est nommé chef de cabinet du secrétaire d'État aux Classes moyennes. Le 1er octobre 1985, il devient administrateur-directeur général du Fonds belgo-congolais d'amortissement et de gestion, jusqu'au 30 septembre 2010, date à laquelle il retourne à la Commission bancaire, financière et d'assurances en qualité de conseiller. Il prend sa retraite en septembre 2011.
Conseiller communal à Mons de 1982 à 2000, de 1983 et pendant 25 ans, il fut administrateur de l'Orchestre de chambre de Wallonie. En 1978, il fut élu président du Mouvement libéral wallon.
Auteur de diverses plaquettes (Le Tourisme à Mons, Une technopole à Mons, L'Histoire des Cathares, La Bataille de Mons, Les Combats de Nimy du 22 août 1914) et de traduction (Brew Like a Monk ou Farmhouse Ales).